# Persicaria limicola
Persicaria limicola är en slideväxtart som först beskrevs av Gunnar Samuelsson, och fick sitt nu gällande namn av Yonekura & H. Ohashi. Persicaria limicola ingår i släktet pilörter, och familjen slideväxter. Inga underarter finns listade i Catalogue of Life.